# 长铜高速动车组列车
长铜高速动车组列车是中国铁路运行于湖南省省会长沙市长沙南站及贵州省铜仁市铜仁站的高速动车组列车，自2020年4月10日起开行，现每日开行1.5对列车。其中G2117/2120次列车由成都局集团贵阳客运段担任客运乘务，G2131/2134、G2133/2132次列车由广州局集团长沙客运段担任客运乘务。
铜仁站归广州局集团管理，但是列车行经的铜仁站（不含）至铜仁南站区间、铜仁南站至新晃西站（不含）区间归属成都局集团管理，因此本趟动车出现了少有的两端火车站属同一路局而途经其他路局管辖路线的情况，因此需要使用跨局高速动车组车次。

## 历史
2020年4月10日，配合铁路运行图调整，广州局集团增开往返长沙南站和铜仁站的G2131/2134、G2133/2132次列车。
2021年4月10日，原长沙南～昆明南G2117次列车运行区段调整为长沙南～铜仁，车次改为G2117/2120次。

## 使用列车
G2117/2120次列车使用配属于成都局集团贵阳北动车运用所的CRH380D，G2131/2134、G2133/2132次列车使用配属于广州局集团长沙动车运用所的CR400AF。